# Puteal Scribonianum
De Puteal Scribonianum of Puteal Libonis was een monument op het Forum Romanum in het oude Rome.
De puteal werd oorspronkelijk gebouwd op een plaats op het forum waar de bliksem was ingeslagen, wat destijds als een goddelijk teken werd beschouwd. Een puteal is eigenlijk de Romeinse versie van een waterput, maar bij de Puteal Scribonianum was geen sprake van een bron. Het monument diende alleen om de plaats van de blikseminslag te markeren en fungeerde als een soort altaar. Omdat het monument wel de vorm had van een put, kreeg het deze naam. De puteal staat afgebeeld op antieke munten, waardoor het uiterlijk enigszins bekend is.
De puteal stond dicht bij de Boog van Fabius en de Porticus van Gaius en Lucius. Hij was in de Republikeinse tijd gebouwd of hersteld door een lid van de familie Scribonius Libo. In de 1e eeuw v.Chr. werd de puteal gerestaureerd door Lucius Scribonius Libo. In deze tijd was de puteal een groot rond monument. Hij was rijkelijk versierd met reliëfs van lieren, lauwerkransen en gereedschappen.
De Puteal Scribonianum is in de late oudheid of in de middeleeuwen afgebroken. Er zijn geen restanten van teruggevonden.

## Bron
- L. Richardson, jr, A New Topographical Dictionary of Ancient Rome, Baltimore - London 1992. pp. 322/323 ISBN 0801843006
- Deels vertaald van de Engelstalige Wikipedia: en:Puteal Scribonianum